# Mr. Scruff

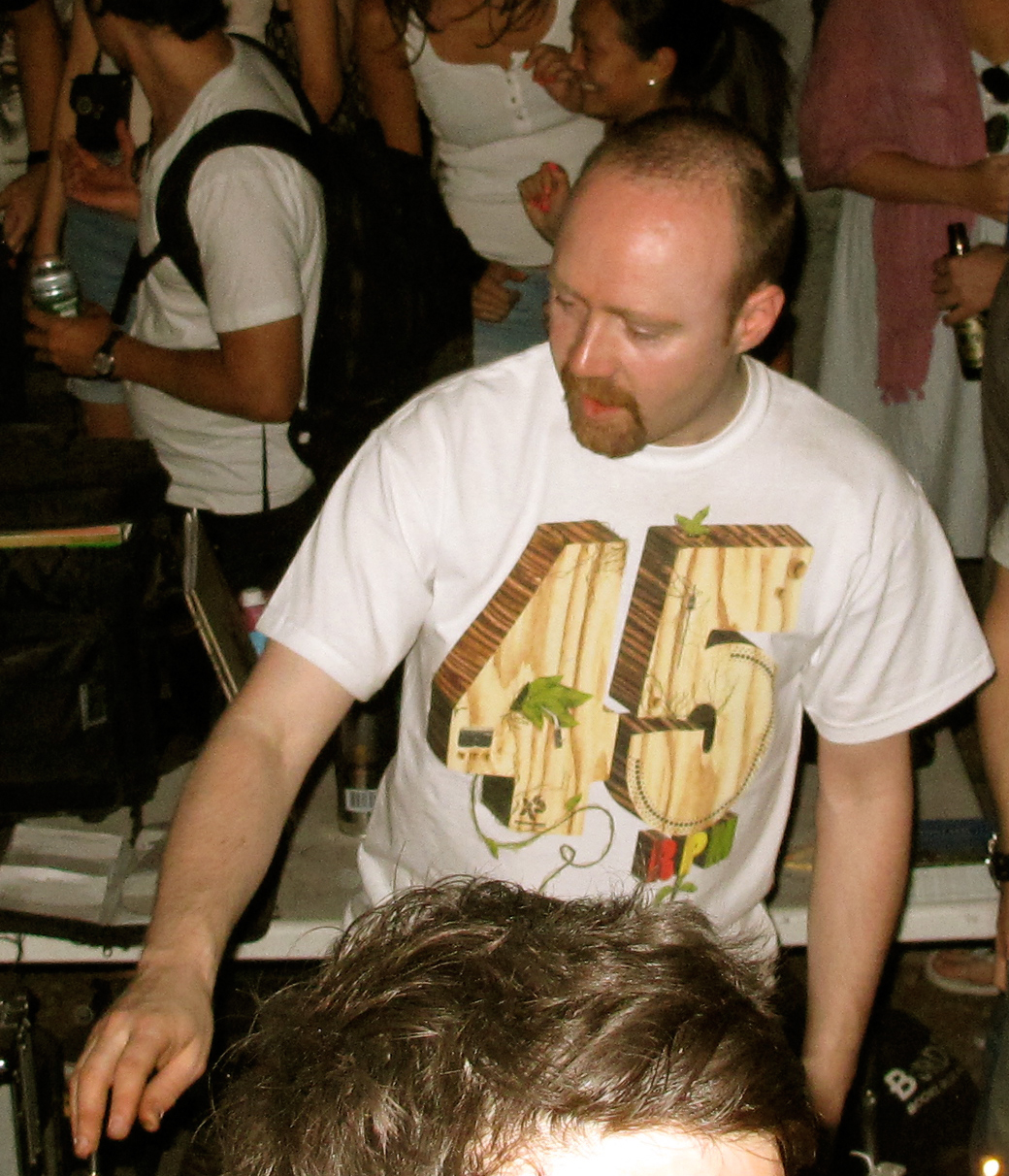
Mr. Scruff

Mr. Scruff, född Andy Carthy 10 februari 1972 i Macclesfield, Cheshire, England, är en brittisk DJ och artist. Han studerade vid Sheffield Hallam University och arbetade sedan i en livsmedelsbutik innan han kunde leva på sin musik.

## Diskografi i urval
- Mr. Scruff (Pleasure Music, 9 May 1997)
- Keep It Unreal (Ninja Tune, 14 July 1999)[3] UK #175
- Trouser Jazz (Ninja Tune, 16 september 2002) UK #29
- Mrs. Cruff (Ninja Tune, reissue of Mr. Scruff with additional tracks, 5 May 2005) UK# 195
- Ninja Tuna (Ninja Tune, 6 October 2008)UK #60
- Bonus Bait (Ninja Tune, 9 February 2009)